# Jaime Castañeda
Pour les articles homonymes, voir Castañeda.
Castañeda  Ortega est un nom espagnol. Le premier nom de famille, en général paternel, est Castañeda ; le second, en général maternel, souvent omis, est Ortega.
Jaime Alberto Castañeda Ortega, né le 29 octobre 1986 à Chigorodó (département d'Antioquia) est un coureur cycliste colombien, marié et père d'une fille.

## Repères biographiques
Champion de Colombie sur route espoirs en 2006, Jaime Castañeda a intégré l'équipe ProTour italienne Lampre-Fondital en juillet 2006. Il n'est pas conservé par cette équipe à la fin de l'année 2007 et rejoint l'équipe colombienne UNE-Orbitel.
Il participe au Tour du Colorado. Le 27 août 2011, la 5e étape est animée par une échappée de quatre coureurs dont Andy Schleck. Ces derniers sont repris dans le dernier kilomètre et Castañeda lance le sprint de loin, seul Elia Viviani peut le remonter. Jaime échoue à la deuxième place de l'étape, après avoir terminé le sprint massif de la veille au sixième rang.

### Année 2012
Il quitte la formation EPM-UNE et participe au projet insufflé par le ministre des sports colombien, Jairo Clopatofsky. Il est enrôlé dans la deuxième équipe de la structure, l'équipe continentale Colombia - Comcel. Il remporte trois victoires au cours de la saison, bilan le plus faible depuis 2008. Ses participations au Clásico RCN et au Tour de Colombie sont sans relief, hormis une troisième place à l'arrivée de la huitième étape de la Vuelta.
De manière ponctuelle, Castañeda, accompagné de Marlon Pérez et de Stiber Ortiz, renforce la sélection colombienne de poursuite par équipes. Il participe avec elle à la Vuelta a México et au Tour of the Gila.
Au mois d'avril, cette fois, avec sa nouvelle formation, il est au départ de la Vuelta al Tolima. Lors de la deuxième étape, son équipe travaille pour que l'étape se termine par un sprint massif, où Castañeda est le plus rapide. Il s'offre ainsi sa première victoire 2012. En mai, il dispute la Clásica de los Héroes de la Patria. Le peloton se présente groupé en vue de l'arrivée de la dernière étape. Lors du sprint, Castañeda devance le duo de la Movistar Byron Guamá et Marvin Angarita, et s'impose.
Il faut attendre, le 31 août, pour le voir conclure victorieusement la troisième étape de la Vuelta Marco Fidel Suárez. Il conquiert son troisième bouquet de la saison en règlant au sprint un peloton regroupé. Récompensant le travail de son équipe qui a annihilé toutes les tentatives d'échappée et notamment la dernière de Félix Cárdenas, à quelques héctomètres de l'arrivée.  
Au mois d'octobre, la revue mundociclistico annonce le retour de Jaime Castañeda dans la formation EPM-UNE, pour la saison 2013. Ses derniers résultats de l'année sont, en novembre, un podium au Clásico del Periódico El Colombiano. Troisième de la première étape, il finit le lendemain, à la même place au classement général final.

### Saisons 2016 et 2017
En 2016, Castañeda intègre la formation Movistar Team América mais sa saison est perturbée par la maladie. Puisqu'après une victoire lors de la Vuelta al Valle, il ne réapparait en haut des classements qu'à l'automne. Il entame 2017 et sa seconde saison avec les Movistar avec l'espoir de retrouver son niveau et de gagner à nouveau. Cependant les succès d'étape se refusent à lui, jusqu'à l'avant-dernière levée du Clásico RCN 2017, où il dispose au sprint de ses compagnons d'échappée. Début novembre, la presse annonce l'arrivée de Jaime Castañeda dans la formation de ses débuts Orgullo paisa, pour la saison suivante.

## Palmarès sur route

### Par année
| - 2006 - Champion de Colombie sur route espoirs - 2008 - 4e étape du Tour de Colombie espoirs - 5e étape de la Clásica Ciudad de Girardot - 2009 - 3e étape de la Clásica Ciudad de Girardot - Prologue de la Clásica de Marinilla - 2e étape du Clásico RCN - 2010 - 2e étape du Tour de Cuba - 3e étape de la Clásica de Rionegro - Classement général du Tour de Gravataí - 2e étape du Tour de Colombie - 4e et 11e étapes de la Vuelta a Chiriquí - 3e de la Vuelta a Chiriquí - 2011 - 7e et 8e étapes de la Vuelta a la Independencia Nacional - 2e étape de la Clásica de El Carmen de Viboral - 5e étape de la Vuelta a Chiriquí - 2e de la Clásica de El Carmen de Viboral - 2e du Tour de Rio - 2012 - 2e étape de la Vuelta al Tolima | - 2013 - 2e étape du Clásico RCN - 2e étape de la Vuelta al Mundo Maya - 3e de la Vuelta al Mundo Maya - 2014 - 1re étape de la Clásica de El Carmen de Viboral - 4e étape de la Ruta del Centro - 1re étape du Clásico RCN - 2e et 6e étapes de la Vuelta a Chiriquí - 3e de la Ruta del Centro - 2015 - 2e et 6e étapes de la Vuelta a la Independencia Nacional - 2016 - 3e étape de la Vuelta al Valle del Cauca - 2017 - 9e étape du Clásico RCN - 2018 - 1re étape de la Clásica de Rionegro - 9e étape du Clásico RCN - 2019 - Prologue de la Clásica de Marinilla - 2023 - 10e étape de l'Intelligentsia Cup |  |

### Classements mondiaux
| Année            | 2010 | 2011 | 2012 | 2013 | 2014 | 2015 | 2016 | 2017 |
| ---------------- | ---- | ---- | ---- | ---- | ---- | ---- | ---- | ---- |
| UCI America Tour | 35e  | 25e  | 393e | 267e |      | 43e  |      | 479e |

## Palmarès sur piste

### Championnats de Colombie
- 2003
  -  Champion de Colombie de l'américaine juniors (avec Juan Pablo Suárez)
  -  Champion de Colombie du scratch juniors

## Résultats sur les championnats

### Jeux sud-américains

#### Course en ligne
1 participation.
- 2010 : 8e au classement final[28].